# 普雷奥内
普雷奥内（義大利語：Preone），是意大利乌迪内省的一个市镇。总面积22.51平方公里，人口287人，人口密度12.7人/平方公里（2009年）。ISTAT代码为030084。